# Distretto di Augustów
Il distretto di Augustów (in polacco powiat augustowski) è un distretto polacco appartenente al voivodato della Podlachia.

## Geografia antropica

### Suddivisioni amministrative
Il distretto comprende 7 comuni.
- Comuni urbani: Augustów
- Comuni urbano-rurali: Lipsk
- Comuni rurali: Augustów, Bargłów Kościelny, Nowinka, Płaska, Sztabin